# Pseudotriphyllus suturalis
Pseudotriphyllus suturalis is een keversoort uit de familie boomzwamkevers (Mycetophagidae). De wetenschappelijke naam van de soort werd in 1801 gepubliceerd door Johann Christian Fabricius.